# Хорвати в Нідерландах
Хорвати в Нідерландах (хорв. Hrvati u Nizozemskoj) — збірна назва представників хорватської діаспори у Нідерландах. За оцінками, у цій державі проживає близько 10 000 хорватів та їхніх нащадків.

## Історія
Під час війни у Фландрії імператор Карл V поселив хорватів поблизу Дюнкерка, які служили йому солдатами. В той час Дюнкерк належав тодішнім Нідерландам. Пізніше, у XVII столітті, хорватський письменник-мандрівник Фелікс Гладич засвідчив, що хорвати все ще там живуть і що він говорив із ними хорватською. Згадані хорвати були ускоками з Сеня, які промишляли піратством на півночі хорватського примор'я.
Вперше на території сучасних Нідерландів хорвати з'являються, імовірно, під час Тридцятилітньої війни, перебуваючи у складі австрійської та французької армій.
Велика кількість хорватів іммігрувала у XX столітті. Переселенці прибували в Нідерланди з економічних причин, через політичні розбіжності з режимом або через бажання жити на Заході. Перша хвиля цієї еміграції припала на 60—70-ті роки, друга відбувалася під час і після війни за незалежність Хорватії і особливо стосувалася хорватів Боснії та Герцеговини. Хорватські емігранти селилися переважно навколо промислових міст, де була краща можливість працевлаштування: найбільше хорватів проживає навколо Роттердама і в межах Амстердама. Хорвати з Боснії і Герцеговини проживають на території міста Арнем, куди вони потрапили як біженці та там і залишилися.

## Діяльність
Хорватські асоціації у Нідерландах плекають культурну спадщину, фольклор і хоровий спів, а деякі мають політичний характер. Станом на 2019 рік діяли, зокрема, хорватська громада «Рейнмонд Роттердам» (хорв. Rijnmond Rotterdam), Хорватський дім ім. кардинала Степінаца з Амстердама, Фундація Нідерланди—Хорватія (хорв. Zaklada Nizozemska-Hrvatska) з Ворста (періодично видає свою газету). 26 січня 2013 року в Роттердамі зареєстровано фундацію Zaklada HR Mladež NL. У цьому ж місті існує хорватська католицька парафія св. Нікола Тавелича і св. Антонія Падуанського, в рамках якої діє хор Carmina Croata.
Близько 100 учнів у Роттердамі, Амстердамі, Арнемі та Гаазі відвідують уроки хорватської мови, які проводять 2 вчительки згідно з навчальною програмою Міністерства науки і освіти Хорватії. Хорватську мову і літературу викладають як самостійну наукову дисципліну в Амстердамському університеті на відділенні слов'янських мов і культур. Окрім того, у Гронінгенському університеті хорватська мова викладається як факультативний предмет, на який можуть записатися всі студенти цього закладу вищої освіти. Раніше курси хорватської мови проводилися в Лейдені на кафедрі слов'янознавства, але після виходу викладача на пенсію цю практику припинили. В Утрехтському університеті кафедру хорватської та сербської мов скасували ще у 80-х. У Роттердамському університеті поза навчальним середовищем періодично проводяться офіційні курси хорватської мови.